# Debreczeni József (író)
Brunner József, írói nevén Debreczeni József (Budapest, 1905. október 13. – Belgrád, 1978. április 26.) író, újságíró, műfordító, költő, drámaíró.
A szabadkai Napló és a budapesti Ünnep című lapok szerkesztője volt, ahonnan a zsidóellenes törvények miatt elbocsátották. Három év munkaszolgálat után Auschwitzba deportálták, erről Hideg krematórium című táborregényében számolt be. Kényszermunkát és több koncentrációs tábort is átvészelt (AL Falkenberg, más néven Eule, Sowina, AL Fürstenstein, Książ-kastély, Wałbrzych), végül a lengyelországi Dörnhauban, a Gross-Rosen koncentrációs tábor egyik Project Riese altáborába került.
1945 után Belgrádba költözött, vajdasági és belgrádi újságok munkatársa lett, és műfordítással is foglalkozott. Elnyerte a Híd-díjat, a volt Jugoszlávia magyar irodalmának legmagasabb kitüntetését.
A 2023-as újbóli megjelenésekor igen kedvező kritikát kapott Cold Crematoriumot az első ottani megjelenést követően kétszer is újranyomták Szerbiában, de Magyarországon csak 2024-ben adták ki, annak ellenére, hogy a kommunista uralom éveiben tabunak számító holokauszt iránti erős érdeklődés övezte. Alexander Bruner, Debreczeni bátyjának, Mirko Brunernek a fia a könyv utószavában azt írja, hogy Mirko „számos kísérletet tett az érdeklődő amerikai kiadók felé a könyv angol nyelvű lefordítására és kiadására”, miközben az 1950-es években jugoszláv diplomataként Washingtonban állomásozott, de „minden körben visszautasították”. A New York Times egyik áttekintése arról számolt be, hogy „a könyv évtizedekig homályban maradt, a hidegháborús politika szorításában – a Nyugat számára túl szovjetfilozófiai, a Kelet számára túl zsidóközpontú.

## Művei
- Történet (versek, Zombor, 1925)
- Bazsalikom: modern szerb költők antológiája (Szenteleky Kornéllal közösen, Szabadka, 1928)
- Miss Universum (regény, Szabadka, 1929)
- Illetlen utca (dráma, Bp., 1933)
- Az első félidő (ifjúsági regény, Sebők Imre rajzaival, Bp., 1939)
- Tündöklő tájon (versek, Újvidék, 1949)
- Hideg krematórium (Hladni krematorijum, naplóregény, Beograd, 1951)
  - Hideg krematórium. Auschwitz regénye; Testvériség-Egység, Noviszád, 1950
  - Hideg krematórium (Auschwitz regénye) – Jelenkor, Budapest, 2024 · ISBN 9789635183104 · utószó Jonathan Freedland
- Vacsoracsillag (versek, Újvidék, 1952)
- Hihetetlen nyár (Neverovatno leto, regény, 1955)
- Belgrádi éjfél (válogatott versek, Újvidék, 1958)
- Emberhús (Ljudsko meso : izbrane pripovetke, elbeszélések, Újvidék, 1958)
- Csodabolt (próza, Újvidék, 1959)
- Szamár a hegyen (szatírák, Újvidék, 1962)
- Dal legyen a jel (válogatott versek, Újvidék, 1966)